# Ahmed Haroun
Ahmed Mohammed Haroun (também escrito Ahmad Harun, em árabe: أحمد هارون; nascido em 1964) é um dos cinco sudaneses procurados pelo Tribunal Penal Internacional (TPI) por crimes de guerra e crimes contra a humanidade em Darfur. Apesar da pressão internacional sobre o governo do Sudão para entregá-lo ao TPI, Haroun serviu como Ministro de Estado para Assuntos Humanitários do Sudão até maio de 2009, quando foi nomeado governador de Cordofão do Sul. Em setembro de 2007, foi nomeado para liderar uma investigação sobre violações dos direitos humanos em Darfur. Em julho de 2013, renunciou ao cargo de governador do Cordofão do Sul e foi reconduzido por Omar al-Bashir como governador do Cordofão do Norte. Em 1 de março de 2019, o presidente Omar al-Bashir entregou a ele a direção do principal partido político do país, o Congresso Nacional. Ele foi preso em abril de 2019 pelas autoridades locais no Sudão após um golpe que derrubou al-Bashir.

## Referencias
1. ↑  Bensouda, Fatou (19 de junho de 2019). «Statement to the United Nations Security Council on the Situation in Darfur, pursuant to UNSCR 1593 (2005)». Tribunal Penal Internacional. Consultado em 19 de junho de 2019. Cópia arquivada em 19 de junho de 2019
2. ↑  «Sudan». BBC News
3. ↑  «Sudanese authorities arrest members of Bashir's party: source». 20 de abril de 2019  – via www.reuters.com
4. ↑  Elbagir, Nima (15 de abril de 2019). «As Bashir faces court, Sudan's protesters keep the music alive». CNN. Consultado em 19 de junho de 2019. Cópia arquivada em 19 de junho de 2019